# 3-Hydroxybutyryl-coenzyme A
La 3-hydroxybutyryl-coenzyme A, abrégée en 3-hydroxybutyryl-CoA, est le thioester de l'acide 3-hydroxybutyrique avec la coenzyme A. C'est un intermédiaire dans la fermentation de l'acide butyrique ainsi que du métabolisme de la lysine et du tryptophane.